# 4996 Veisberg
4996 Veisberg eller 1986 PX5 är en asteroid i huvudbältet som upptäcktes den 11 augusti 1986 av den rysk-sovjetiska astronomen Ljudmila Karatjkina vid Krims astrofysiska observatorium på Krim. Den är uppkallad efter den sovjetiske målaren och konstteoretikern Vladimir Veisberg.
Asteroiden har en diameter på ungefär fem kilometer.